# Liste des genres musicaux classiques
Cette présente la liste des genres musicaux classées par époque (sachant qu'un genre peut être utilisé à différentes époques, on n'indique que la première époque d'utilisation), par grande catégorie puis par ordre alphabétique.

## Genres classés par époque

### Genres médiévaux
- Plain-chant
- Chant grégorien
- Estampie
- Motet
- Organum
- Saltarello

### Genres de la Renaissance
- Ballade
- Cantique
- Gaillarde
- Madrigal
- Messe
- Motet
- Pavane

### Genres baroques
- Allemande
- Cantate
- Canzone
- Concerto
- Fugue
- Gavotte
- Gigue
- Menuet
- Oratorio
- Prélude
- Ricercare
- Sarabande
- Sinfonia
- Suite
- Opéra

### Genres classiques et romantiques
- Aubade
- Bagatelle
- Ballet
- Cantique
- Concerto
- Étude
- Impromptu
- Intermezzo
- Lied
- Messe
- Mazurka
- Nocturne
- Oratorio
- Polonaise
- Quatuor
  - Quatuor avec piano
- Requiem
- Rondeau
- Scherzo
- Sérénade
- Sonate
- Symphonie
  - Symphonie pour orgue

## Genres classés par grandes catégories

### Musique sacrée
- Antienne
- Cantate sacrée
- Choral
- Hymne
- Messe
- Messe brève
- Motet
- Negro spiritual
- Oratorio
- Passion
- Psaume
- Requiem
- Sonate d'église (Sonata da chiesa)
- Te Deum
- Vêpres

### Musique profane vocale
- Acte de ballet
- Aria
- Cantate profane
- Cantilène
- Cavatine
- Chanson polyphonique
- Chant lyrique
- Chœur
- Comédie-ballet
- Lied
- Madrigal
- Masque
- Mélodie
- Opéra
- Opéra-ballet ou ballet à entrées
- Opéra-bouffe
- Opera seria
- Opérette
- Pastorale héroïque
- Récitatif
- Semi-opéra
- Tragédie lyrique ou tragédie en musique

### Musique profane instrumentale
Ces genres sont exécutés soit par un instrument soliste ou une petite formation (exemple : trio, quatuor, quintette) — on parle alors de musique de chambre —, soit par un orchestre plus ou moins important (orchestre symphonique, par exemple).
Les genres marqués « danse » peuvent être interprétés de façon indépendante ou dans le cadre d'une « suite », genre composé.
Dans la tradition italienne, certaines pièces peuvent être désignées simplement par leur tempo (andante, allegro, presto, etc.)
- Allemande (danse)
- Aria
- Aubade
- Ballade
- Bourrée (danse)
- Chaconne (danse)
- Cantate
- Choral
- Concerto
- Concerto grosso
- Contredanse
- Courante (danse)
- Divertimento
- Fantaisie
- Forlane (danse)
- Fugue
- Gaillarde (danse)
- Gavotte (danse)
- Gigue (danse)
- Impromptu
- Intrada
- Introduction
- Invention
- Lied
- Loure (danse)
- Madrigal
- Mélodie
- menuet (danse)
- Messe
  - Messe pour orgue
- Musette (danse)
- Opéra
- Ouverture
  - Ouverture à la française
  - Ouverture à l'italienne
- Ordre
- Passacaille (danse)
- Passepied (danse)
- Partita
- Passion
- Pavane (danse)
- Polonaise (danse)
- Prélude
- Requiem
- Ricercare
- Rigaudon (danse)
- Rondeau
- Sarabande (danse)
- Sérénade
- Sinfonia ou sinfonie
- Sonate
- Suite
- Symphonie
- Symphonie concertante
- Tambourin (danse)
- Tiento
- Toccata
- Tombeau
- Valse
- Variations

## Genres classés alphabétiquement
- Haut – A
- B
- C
- D
- E
- F
- G
- H
- I
- J
- K
- L
- M
- N
- O
- P
- Q
- R
- S
- T
- U
- V
- W
- X
- Y
- Z

### A
- Allemande
- Aria
- Aubade

### B
- Ballade
- Ballet
- Bagatelle
- Boléro
- Bourrée

### C
- Canon
- Canon de proportion
- Cantate
- Cantique
- Canzone
- Chaconne
- Chant grégorien
- Choral
- Concerto

### E
- Étude
- Estampie

### F
- Fantaisie
- Fugue

### G
- Gaillarde
- Gavotte
- Gigue

### I
- Invention
- Impromptu
- Intermezzo

### L
- Lied
- Loure

### M
- Madrigal
- Mélodie
- Menuet
- Messe
- Motet
- Méditation
- Mazurka

### N
- Nocturne

### O
- Opéra
- Oratorio
- Organum

### P
- Pavane
- Polonaise
- Poème symphonique
- Prélude
- Plain-chant

### Q
- Quatuor
  - Quatuor à cordes
  - Quatuor avec piano
- Quintette
  - Quintette à vent
  - Quintette avec clarinette
  - Quintette avec piano
  - Quintette de clarinettes

### R
- Rhapsodie
- Romance
- Rondeau
- Rondo
- Ricercare
- Requiem

### S
- Sarabande
- Sérénade
- Saltarello
- Scherzo
- Suite
- Sonate
- Sinfonia
- Symphonie
  - Symphonie pour orgue

### T
- Toccata
- Trio
  - Trio à cordes
  - Trio d'anches

### V
- Valse
- Variation
- Virelai